# Solivella
Solivella è un comune spagnolo di 633 abitanti situato nella comunità autonoma della Catalogna.